# Gioacchino Giuseppe Napoleone Murat
Gioacchino Giuseppe Napoleone Murat, IV principe Murat e III principe di Pontecorvo (Bordentown, 21 luglio 1834 – Château de Chambly, 23 ottobre 1901), fu un maggior generale dell'esercito francese ed un membro della famiglia Bonaparte-Murat.

## Biografia
Gioacchino Giuseppe nacque a Bordentown come figlio maggiore del Principe Napoleone Luciano Carlo Murat, 2º Principe di Pontecorvo e 3º Principe Murat, secondogenito di Gioacchino Murat Re di Napoli, che sposò Carolina Bonaparte, sorella di Napoleone Bonaparte. Sua madre era Caroline Georgina Fraser (1810-1879), figlia di Thomas Fraser. Aveva altri quattro fratelli.
Si trasferì in Francia con la famiglia nel 1848, dopo la caduta di Luigi Filippo, ove il padre era diventato senatore, principe imperiale e ministro.
Nel 1834 sposò al Palazzo delle Tuileries Malcy Louise Caroline Berthier de Wagram (Parigi, 22 giugno 1832 – ivi, 17 maggio 1884), figlia di Napoléon Alexandre Berthier, 2º duca di Wagram (1810 – 1887) e di Zénaïde Françoise Clary (1812 – 1884), nipote di Désirée Clary e di Giulia Clary, da cui ebbe due figlie femmine ed un maschio, Gioacchino Napoleone, 5º Principe Murat.
Dieci anni dopo la morte della prima moglie, il 7 novembre 1894 sposò in seconde nozze Lady Lydia Hervey (Kemptown, 15 agosto 1841 – Château Chambly, 25 settembre 1901),dalla quale non ebbe figli.
Nel 1852 entrò nell'esercito francese, di cui divenne ufficiale l'anno successivo e tenente colonnello nel 1863. Nel 1866 divenne colonnello in un reggimento di cavalleria.
Nel 1870 fu promosso brigadiere generale e partecipò alla guerra franco-prussiana (19 luglio 1870 – 10 maggio 1871). Dopo la sconfitta francese e la caduta del Secondo Impero francese, si ritirò a vita privata, pur potendo mantenere il grado militare acquisito ed il titolo di principe.

## Ascendenza
|                                |   |                        | Genitori                   |  |  | Nonni |  |  | Bisnonni           |  |  | Trisnonni       |  |
|                                |   |                        |                            |  |  |       |  |  | Pierre Murat-Jordy |  |  | Guillaume Murat |  |
|                                |   |                        |                            |  |  |       |  |  | Pierre Murat-Jordy |  |  | Guillaume Murat |  |
|                                |   | Marguerite Herbeil     |                            |  |  |       |  |  | Pierre Murat-Jordy |  |  |                 |  |
| Gioacchino Murat, Re di Napoli |   |                        |                            |  |  |       |  |  | Pierre Murat-Jordy |  |  |                 |  |
|                                |   | Jeanne Loubières       | Pierre Loubières           |  |  |       |  |  |                    |  |  |                 |  |
|                                |   | Jeanne Loubières       | Pierre Loubières           |  |  |       |  |  |                    |  |  |                 |  |
|                                |   | Jeanne Loubières       | Jeanne Viellescazes        |  |  |       |  |  |                    |  |  |                 |  |
| Napoleone Luciano Carlo Murat  |   | Jeanne Loubières       |                            |  |  |       |  |  |                    |  |  |                 |  |
|                                |   | Carlo Maria Buonaparte | Giuseppe Maria Buonaparte  |  |  |       |  |  |                    |  |  |                 |  |
|                                |   | Carlo Maria Buonaparte | Giuseppe Maria Buonaparte  |  |  |       |  |  |                    |  |  |                 |  |
|                                |   | Carlo Maria Buonaparte | Maria Saveria Paravicini   |  |  |       |  |  |                    |  |  |                 |  |
| Carolina Bonaparte             |   | Carlo Maria Buonaparte |                            |  |  |       |  |  |                    |  |  |                 |  |
|                                |   | Maria Letizia Ramolino | Giovanni Geronimo Ramolino |  |  |       |  |  |                    |  |  |                 |  |
|                                |   | Maria Letizia Ramolino | Giovanni Geronimo Ramolino |  |  |       |  |  |                    |  |  |                 |  |
|                                |   | Maria Letizia Ramolino | Angela Maria Pietrasanta   |  |  |       |  |  |                    |  |  |                 |  |
| Gioacchino Napoleone Murat     |   | Maria Letizia Ramolino |                            |  |  |       |  |  |                    |  |  |                 |  |
|                                | … | …                      |                            |  |  |       |  |  |                    |  |  |                 |  |
|                                | … | …                      |                            |  |  |       |  |  |                    |  |  |                 |  |
|                                | … | …                      |                            |  |  |       |  |  |                    |  |  |                 |  |
| Thomas Fraser                  | … |                        |                            |  |  |       |  |  |                    |  |  |                 |  |
|                                |   | …                      | …                          |  |  |       |  |  |                    |  |  |                 |  |
|                                |   | …                      | …                          |  |  |       |  |  |                    |  |  |                 |  |
|                                |   | …                      | …                          |  |  |       |  |  |                    |  |  |                 |  |
| Caroline Georgina Fraser       |   | …                      |                            |  |  |       |  |  |                    |  |  |                 |  |
|                                |   | Thomas Loughton Smith  | Benjamin Smith             |  |  |       |  |  |                    |  |  |                 |  |
|                                |   | Thomas Loughton Smith  | Benjamin Smith             |  |  |       |  |  |                    |  |  |                 |  |
|                                |   | Thomas Loughton Smith  | Ann Loughton               |  |  |       |  |  |                    |  |  |                 |  |
| Ann Loughton Smith             |   | Thomas Loughton Smith  |                            |  |  |       |  |  |                    |  |  |                 |  |
|                                |   | Elizabeth Inglis       | …                          |  |  |       |  |  |                    |  |  |                 |  |
|                                |   | Elizabeth Inglis       | …                          |  |  |       |  |  |                    |  |  |                 |  |
|                                |   | Elizabeth Inglis       | …                          |  |  |       |  |  |                    |  |  |                 |  |
|                                |   | Elizabeth Inglis       |                            |  |  |       |  |  |                    |  |  |                 |  |